# Sygkrasi
Sygkrasi o Synkrasi (in greco Σύγκραση?; in turco: Sınırüstü) è un villaggio situato presso il margine sud-occidentale della penisola del Karpas nel nord dell'isola mediterranea di Cipro. Si trova de iure nel distretto di Famagosta della Repubblica di Cipro, e  de facto nel distretto di Iskele della Repubblica Turca di Cipro del Nord. Prima del 1974 Sigkrasi era un villaggio misto. Il villaggio aveva una popolazione di 186 abitanti nel 2011.

## Geografia fisica
Il villaggio è situato a tre chilometri ad est di Lapathos/Boğaziçi, nella pianura della Messaria, vicino alle prime propaggini della catena montuosa di Kyrenia.

## Origini del nome
Sygkrasi significa "mescolanza" o "fusione" in greco. La ragione dell'uso di questo nome è sconosciuta, ma Goodwin suggerisce che il nome potrebbe essere spiegato dalla posizione del villaggio, in quanto si trova dove la pianura della Messaria si "mescola" con le pendici della catena montuosa del Pentadaktilos. Nel 1958 i ciprioti turchi adottarono un nome turco alternativo, Sınırüstü, che significa "sul confine": la stessa logica potrebbe applicarsi alla loro scelta di questo nome. È interessante notare che nel 1975 i turco-ciprioti rinominarono il villaggio Gölbaşı; tuttavia, per ragioni non chiare, tornarono presto ad usare Sınırüstü, che è l'attuale nome turco del villaggio.

## Società

### Evoluzione demografica
Sygkrasi era uno degli insediamenti della penisola del Karpas abitato sia da turchi ciprioti che da greci ciprioti. Nel 1831, sotto il dominio ottomano, c'erano 51 capifamiglia cristiani e 45 musulmani, che furono poi assegnati a greci e turchi ciprioti, anche se gli ottomani non contavano affatto per etnia, ma per religione. Quando gli inglesi, come governanti coloniali dal 1878 in poi, condussero un primo censimento nel 1891, identificarono 142 "turchi" e 71 "greci" su 213 abitanti. Dieci anni dopo, a Sigkrasi vivevano 30 persone in più, e la minoranza greca era cresciuta di 20 persone. Nel 1911, di 264 abitanti, 121 erano greci. La loro quota superò quindi quella dei turchi per la prima volta nel 1921: in quell'anno, dei 307 abitanti, 168 erano greci e solo 139 turchi. Il numero di questi ultimi diminuì lentamente nei censimenti del 1931 e del 1946, da 137 a 123, mentre il numero dei greci aumentò a 206 e 222, per un totale di 343 e 345 abitanti rispettivamente. Nel 1960, il villaggio aveva solo 277 abitanti, diminuiti nel 1973 a 187. Il numero di turchi ciprioti diminuì ancora più velocemente (102 e 33 rispettivamente), ma anche il numero di greci ciprioti diminuì (175 e 154 rispettivamente). Ciò fu dovuto al fatto che la maggior parte dei turchi fuggì a causa degli scontri greco-turchi nel febbraio 1964, principalmente ad Altınova/Agios Iakovos e a Famagosta. Solo alcuni di loro tornarono, così che nel 1971 c'erano 35 turchi che vivevano di nuovo nel villaggio.
Nell'agosto 1974, tutti i 200 greci dovettero lasciare il villaggio. Solo un piccolo numero di turchi che erano fuggiti nel 1964 ritornarono; nonostante le pressioni del governo la maggior parte rifiutò di ritrasferirsi e preferirono rimanere dove erano fuggiti. Nel 1976, un piccolo numero di turchi, per lo più provenienti dal distretto di Çarşamba nella provincia di Samsun, si stabilì nel villaggio. Nel 2006, c'erano di nuovo 154 abitanti.